# 長谷川海太郎
長谷川 海太郎（はせがわ かいたろう、1900年1月17日 - 1935年6月29日）は、日本の小説家、翻訳家。
林不忘（はやし ふぼう）、牧逸馬（まき いつま）、谷譲次（たに じょうじ）の3つのペンネームを使い分けて執筆した。林不忘は時代小説「丹下左膳」シリーズ、牧逸馬は犯罪実録小説、家庭小説、翻訳、谷譲次は米国体験記「めりけんじゃっぷ」物で知られる。

## 生涯

### 生い立ち
幕府の金座役人を祖父に持ち、新潟県立佐渡中学校で英語教師をし、後にジャーナリストとして活動する長谷川清（のちに改名した長谷川淑夫の名前で知られる。楽天、あるいは世民とも号した）の長男として新潟県佐渡郡赤泊村（現在の佐渡市赤泊）に生まれる。父・清は佐渡中学校の寄宿舎の舎監も務めており、当時佐渡中学校に在学していた北一輝にも感化を及ぼし、鈴木重嶺門下の清楽社同人として和歌を新潟新聞に寄稿していたが、海太郎が1歳のとき、北海新聞主筆に招かれ、のちに犬養木堂の依頼で函館新聞の主筆となる父に従って一家で函館に移住した。同地の弥生小学校に通い、当時皇太子の北海道巡啓に際しては海太郎の作文が台覧に供せられた。やがて北海道庁立函館中学校（現在の北海道函館中部高等学校）に入学した。当時の函館は国際色豊かな港町であり、海外への憧れを抱き成長したという。父は子供の頃から海太郎に英語を教え、また徳富蘆花「順礼紀行」を愛読した。中学3年頃から石川啄木に傾倒し、白楊詩社という文芸グループに参加し作詩に励み、4年の時には野球の応援団長として活動した。
函館中学校で5年生一同が運動部長排斥からストライキを起こし、五稜郭に籠城する事態にまでなり、首謀者とされた海太郎は卒業試験で落第処分となり、退校して上京し、明治大学専門部法科に入学する。大学時代は英語・日本語の本を読み漁り、歌やエッセイを函館新聞の文芸欄に送り、大杉栄の家にも出入りしていた。明治大学専門部卒業後、勉強のために父親が旅費を工面して、1920年に太平洋航路の香取丸で渡米し、オハイオ州のオベリン大学に入学するが、同年11月に退学し、様々な職種を転々としながら全米を放浪する。またIWW（世界産業労働組合）で組合活動も行っていた。
1924年には貨物船の船員として南米からオーストラリア、香港を経て、大連に寄港し、そこで下船して朝鮮経由で帰国した。再度渡米を予定していたが、移民法の改正があってアメリカ大使館からビザが降りなくなった。

### 流行作家となる

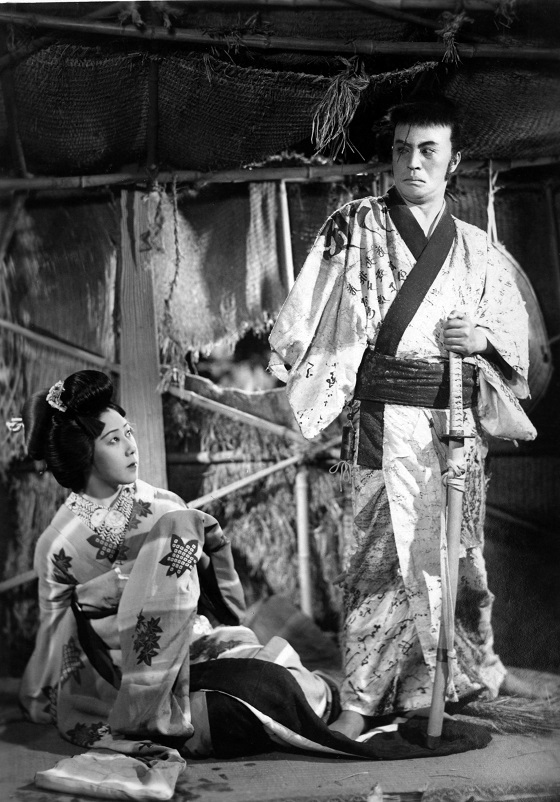
大河内伝次郎主演による丹下左膳(1933年,第一編)

帰国後は松本泰主宰『探偵文芸』に参加し、森下雨村を知る。（当時、東京・阿佐ヶ谷にあった芸術家村：松本泰夫妻主催：に一軒借りて、弟の潾二郎を呼び寄せている）函館新聞に阿多羅猪児のペンネームで、アメリカの話題のコラム風「納涼台」などを連載し、田野郎、迂名気迷子などのペンネームでも作品を掲載した。同じ下宿にいた函館時代の友人水谷準の紹介で、1925年に『新青年』に谷譲次名で「海外印象詩」、続いて「ヤング東郷」「ところどころ」などの、滞米中の実体験に基づき、アメリカで生きる日本人（日系人）単純労働者の生き方をユーモラスに描いた「めりけんじゃっぷ」ものを掲載し始め、また牧逸馬名でコラム「海外探偵片聞」、オルチー夫人「謎の貴族」などの翻訳を掲載した。続いて『探偵文芸』に林不忘名で時代物「釘抜藤吉捕物覚書」、『探偵趣味』『苦楽』誌などに、メリケンもの、現代探偵小説を発表し始める。当時刊行中の平凡社『現代大衆文学全集』35巻の「探偵小説 新人作家集」にも「釘抜藤吉捕物覚書」が5編が収録された。
松本泰の英語の翻訳研究グループで香取和子と知り合い、1927年に結婚した。鎌倉向福寺の一室を借りて新生活を始める。当初和子は生活のために、鎌倉高等女学校で教鞭も取った。しかしこの年に嶋中雄作に認められて、『中央公論』に「もだん・でかめろん」を連載し、一躍人気作家となる。『サンデー毎日』『女性』などにも作品を発表し、千葉亀雄の依頼で東京日日新聞・大阪毎日新聞に、林不忘の筆名で時代小説「新版大岡政談」（後に「丹下左膳」）の連載を開始する。片目片腕のニヒルな剣豪ヒーロー丹下左膳の冒険談はたちまち人気小説となり、早くも連載中の1928年には最初の映画化がなされた。
この「新版大岡政談」の映画化は、東亜キネマ（團徳麿）、マキノ・プロダクション（嵐長三郎）、日活（大河内伝次郎）の3社競作となる過熱ぶりで、中でも日活の伊藤大輔監督の『新版大岡政談（第一篇）（第二篇）（解決篇）』は、1928年キネマ旬報ベストテン3位になるなど評価も高く、大河内の「シェイ（姓）は丹下、名はシャゼン（左膳）」という独特の台詞回しとともに強い印象を与えた。
また1928年から1年超にわたって、中央公論社特派員の名目で夫婦で、釜山からシベリア鉄道を経てヨーロッパ14か国を訪問し、その旅行記は谷譲次名の「新世界巡礼」として同誌に連載された（単行本化時に「踊る地平線」）。この時妻の和子も『婦人公論』にロンドン、パリの滞在記を掲載している。
ロンドン滞在時には、第一次世界大戦後のヨーロッパにおけるノンフィクションの流行に触発され、古本屋で犯罪者の資料を買い漁り、1929年から33年にかけて『中央公論』に「世界怪奇実話」を牧逸馬名で連載した。その後も牧逸馬名では、欧米の犯罪小説、怪奇小説の翻訳・翻案物や海外の怪事件を扱ったノンフィクション、昭和初期の都市風俗小説などを著し、女性読者層にも人気を博した。この中で、タイタニック号沈没事故を描いた一話「運命のSOS」により、海難信号である「SOS」が流行語となり、淡谷のり子（水町昌子）「S・O・S」(1931年)といったレコードも発売された。帰国後は帝国ホテルに缶詰めとなったが、1929年に鎌倉材木座に移る。この頃中央公論社で出版部を新設するにあたり、嶋中雄作はその責任者を長谷川に打診したが執筆多忙のため叶わなかった。また1930年に『婦人公論』に掲載したエッセイ「貞操のアメリカ化を排す」の末尾部分を作者に無断で削除するという事件があり、これに激怒して以後同誌への執筆はほとんど無くなった。

### 執筆生活
1931年に翻訳したヴィニア・デルマーの小説『バッド・ガール』は、水の江瀧子が使って流行語となっていた「キミ、僕」を会話に使い、その映画版『バッド・ガール』も同年公開され、当時のモダンガールのブームに乗って大きく喧伝されて、その主題歌がコロムビアとビクターでレコード化された。
コロムビア盤「バッドガールの唄」作詩：菊田一夫、作・編曲：奥山貞吉、歌：河原喜久恵、1931年
ビクター盤「バッド・ガール」作詩：柳水巴、編曲：足利龍之助、歌：羽衣歌子（曲はパソドブレ「ドン・ホセ」）1931年
毎日新聞には1930年「この太陽」執筆時から部長待遇での3年間の独占契約で、東京日日新聞の朝刊に「新しき天」、夕刊に「丹下左膳」を同時に連載するということもあった。1933年に城戸元亮取締役会長の辞任騒動に追従し、連載中だった丹下左膳の続編『続大岡政談』は読売新聞に題名も『丹下左膳』として連載された。1933年からは新潮社で『一人三人全集』全16巻を刊行開始した。1934年に鎌倉小袋坂に新居を構え「からかね御殿」と呼ばれ、お披露目に新聞雑誌の関係者を集めて神田伯龍の講談を聞く会を催した。家には事務室があり、妻の兄がそこで出版社との折衝を行なっていた。『講談倶楽部』では1928年に「十二時半」を掲載した際に原稿料で折り合わず、その後講談社には執筆していなかったが、1934年から『キング』『講談倶楽部』両誌同時に連載開始、「悲恋華」は連載3回目で読者投票1位となって『講談倶楽部』五大小説とも呼ばれ、並行して35年に時代もの「四季咲お美乃」を林不忘名で連載を始めていた。

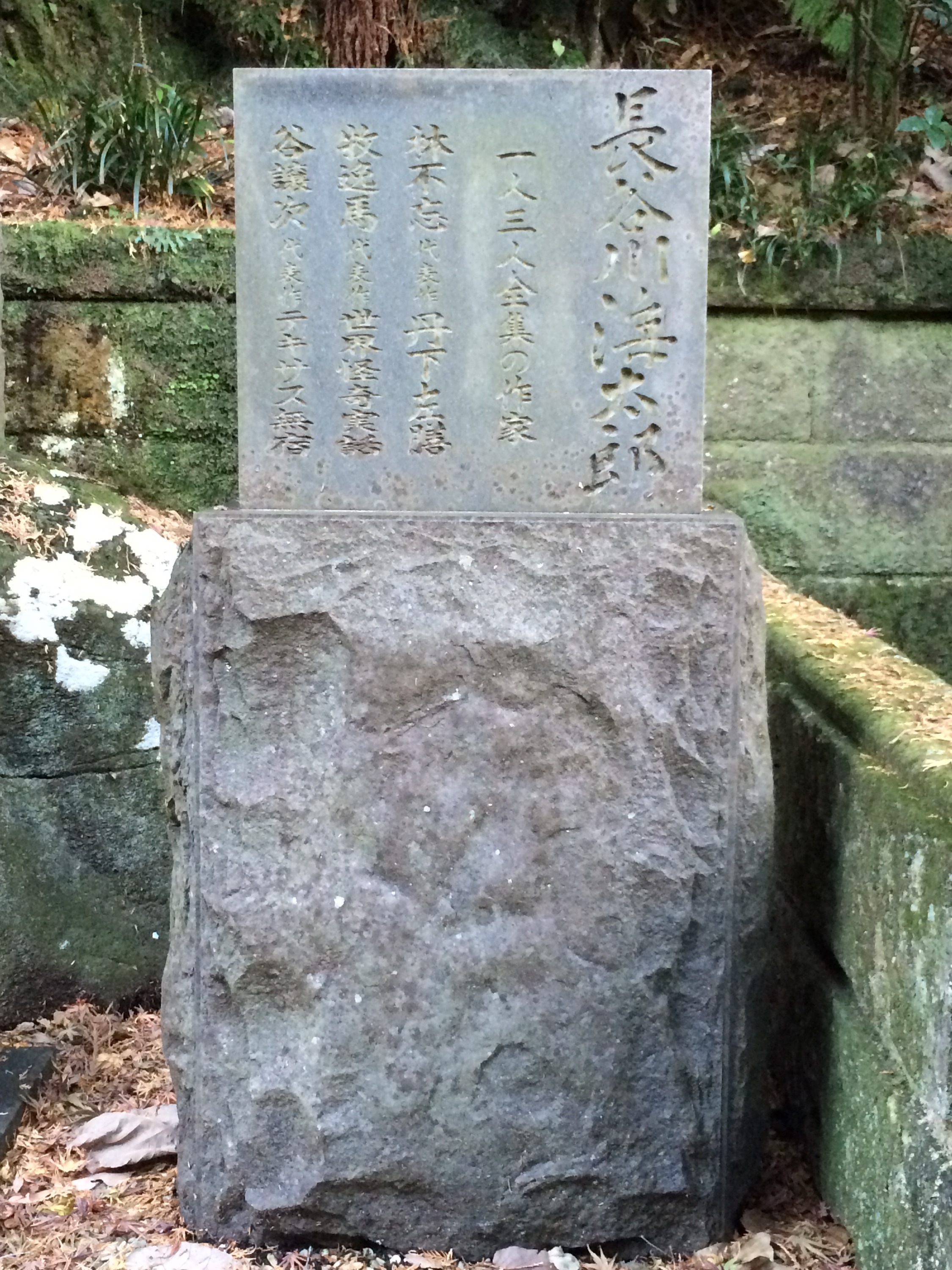
鎌倉市妙本寺の海太郎夫妻の墓石横に建てられた碑

1935年6月、『一人三人全集』の完結した2週間後に鎌倉市内の自宅で突然心臓発作を起こして急死した。享年36歳。この時に連載中の作品として、『講談倶楽部』2作の他に谷譲次名「新巌窟王」、林不忘名「時雨伝八」「蛇の目定九郎」「白梅紅梅」、牧逸馬名「大いなる朝」「虹の故郷」「双心臓」があった。絶筆となった「都会の怪異 七時０三分」は、『日の出』編集者の和田芳恵が先に聞いていた結末部分を書き足して掲載された。また文壇付き合いのなかった海太郎の通夜には、和田芳恵の他、嶋中雄作、『オール読物』編集長の菅忠雄、元東京日々学芸部長の新妻莞に3人が付き添った。戒名は慧照院不忘日海居士。墓所は鎌倉市比企谷妙本寺、海太郎が腰を下ろして想を練ったという巨石の上に墓石が立てられた。この超多忙な中の急死にあって菊池寛は「ジヤアナリズムが、作家に無理な仕事をさせなくなるとすれば、我々に取っては、一つの救いである。」（『文藝春秋』1935年10月号）とも書いている。
死後にも川口松太郎「新篇丹下左膳」、谷屋充「新作丹下左膳」、陣出達朗「女左膳」などの左膳ものが書かれ、映画・演劇化も数多く行われている。
弟で次男の潾二郎（りんじろう）は画家（地味井平造の変名で推理小説をも書いた）、三男の濬はロシア文学者、四男の四郎は作家となった。

## 作品

### 評価
丸木砂土（秦豊吉）はめりけんじゃっぷものについて「これ程日本移民の状態を内外に明にしたものは、今日まで日本には現れていない」「日本にではじめて現れた移民文学である。」「日本文学史の上に新しい民族文学を、新しい混血文学を生み出した。」「米国俗語を縦横に駆使して、饒舌に近いまでの日本語をちやんぽんに使ひ分けて、その軽快と、呼吸と巻舌と、速力と、写実と、センスに於いて、日本に嘗てこれ丈の文体を想像した人はいない」（『中央公論』1929年4月号「谷譲次論」）と評した。牧逸馬の文章について伊集院斉は「雅言、俗語を奔放自在に駆使する事、外国語、特にアメリカン・イングリツシユの微妙なニウアンスを取入れるに妙を得ている事、軽快なユーモアを飛ばす事、等々にかけては、多分、当代、彼に比肩し得るものはあるまい。」（『中央公論』1931年9月号「牧逸馬論-現代大衆作家論の二」）と述べ、さらに匿名子（署名XYZ）には「栄養不良に落ち掛かった大正昭和の日本文の「文体」に、ヴィタミン注射を試みたものは、何と言っても牧逸馬の、谷譲次の、林不忘の、そして本名長谷川海太郎の功績である。」（『中央公論』1932年1月号「現代百人物-牧逸馬」）と述べられた。
その死においては、ベストセラー作家牧逸馬の名で報道されることが多かったが、杉山平助「アメリカ式ヂャアナリズムが日本に侵食して来て以来、この気候に適応すべき、最も典型的な才能と、性格を具へていた作家」と評し、千葉亀雄は「機械時代の文学は、大量生産的に、大多数に喜ばれることに専念せねばならぬ。（略）牧逸馬は、その点で、理想的な最高の技師であった」（『中央公論』1935年8月号「大衆作家としての牧氏」）とした。
没後には、1955年に河出書房『大衆文学全集15 林不忘・国枝史郎集』などで見直しが始まり、「着流しの左膳は女の長襦袢を下からチラつかせる、アブノーマルな風態で、それだけでも、奇妙きてれつだと関心を抱かせた」（大井広介「解説」『丹下左膳第一巻』1959年 新潮社）、「（講談というより）草双紙になぞらえたほうがいい。（略）語り口はスピーディーで、テクニックも映画的だ」（都筑道夫「半七と右門の間」『一人三人全集 1 時代捕物・釘抜藤吉捕物覚書』1970年 河出書房新社）、「「丹下左膳は」は、明らかに江戸時代の草双紙ふうの荒唐無稽や波乱万丈、講談調のメリハリと、アメリカの通俗小説やアクション映画のカラッとしたテンポの早い明朗闊達な気分とのあいのこなのである。」（佐藤忠男「解説」『昭和國民文学全集 林不忘集』1974年 筑摩書房）、「（丹下左膳を）実に愛すべき悪漢である。軽いというなかれ。こんなタイプの主人公を想像することは、もうだれにもできやしない。」（山田風太郎「愛すべき悪漢『丹下左膳』」『一人三人全集 2 時代小説・丹下左膳』1970年 河出書房新社）といった読まれ方をした。1970年代には『新青年』の作家久生十蘭、夢野久作などとともに見直されるようになり、「（テキサス無宿は）ユーモアとジャズ的なリズム、不思議に魅力のある文体である。小田実の『何でも見てやろう』が出た今日でも、なお新鮮な魅力を持っている。」（多田道太郎）、「安重根の孤独と虚無感は、ある意味では詩的なテロの形而上学を描いたロープシンの「蒼ざめたる馬」よりも、私にはより身近な衝撃を与えた。」（五木寛之）などとも評された。『世界怪奇実話』について、種村季弘は、モリタート（犯罪小唄、元は教会の司祭や伝道師によるものが口承文芸として独立し、ニュース報道の性格を担うようになった）の「わが国へのもっとも早い移植」としている。松本清張は牧の実話犯罪ものの影響で犯罪ドキュメントに興味を持ち、『日光中宮祠事件』『アムステルダム運河殺人事件』のような作品を書くようになった。
「メリケン一代男」は『洋酒天国』にも再録された。中井英夫は長谷川のもっとも好きな作品として本作を挙げ、「痛快なテンポで運ばれる」「文章の心意気、きっぷのよさは比類が無い」、また繰り返しのおかしみの表現を「日本の現代文学に忘れ去られたものの一つは、まさにこうした江戸の笑い」であると評している。少年時代に牧逸馬などを読みふけったという中田耕治はこれらめりけんじゃっぷものを国籍喪失者の文学と呼び、長谷川の文学の原点としている。また森常治は谷の文体を「当時、英米を中心とする国際勢力への反発から日本の中に蓄積されつつあった＜鏡像としての声＞（欧米の「声」に対抗する「声」への希求）の無力化への道を推進していた、と言えそうである」と位置付けている（「フロットサム・カルチャー・わんだーらんど」『ユリイカ』1987年9月号）。

### 作品リスト
谷譲次名義
- 『ヤング東郷』（『新青年』1925年1月）
- 『ところどころ』（『新青年』1925年1月）
- 『上海された男』（『新青年』1925年4月）
- 『めりけんじゃっぷ商売往来』（『新青年』1927年）
- 『テキサス無宿』改造社 1929年
- 『もだん・でかめろん』改造社 1929年（『中央公論 1927年5-12月）
- 『踊る地平線』中央公論社 1929年（『中央公論』1928年8月-1929年4月）
- 『大陸』（『中央公論』1930年1-5月）
- 『新巌窟王』（『日の出』1934年1-11月）
- 『都会の怪異 七時０三分』（『日の出』1935年）

林不忘名義
- 『釘抜藤吉捕物覚書』（『探偵文芸』1925年、『苦楽』1926年）
- 『新版大岡政談・鈴川源十郎の巻』改造社 1928年（『東京日日新聞』『大阪毎日新聞』1927年10月-1928年3月）
- 『寛永相合傘』（『文藝春秋』1927年6月）
- 『念力女敵討』（『サンデー毎日』1928年1月）
- 『巷説享保図絵』（『週刊朝日』1930年1-7月）
- 『魔像』（『文芸倶楽部』1930年）新潮社『一人三人全集』1934年
- 『刃傷未遂』（『サンデー毎日特別号』1931年3月）
- 『坊主長庵』（『オール読物』1932年1−5月）
- 『口笛を吹く武士』（『サンデー毎日』1932年3月）
- 『丹下左膳・こけ猿の巻』（『東京日日新聞』『大阪毎日新聞』1933年6-11月）
- 『丹下左膳・日光の巻』（『読売新聞』1934年1-9月）
- 『稲生播磨守』（『講談倶楽部』1935年1月）
- 『時雨伝八』（『キング』1935年1-8月）
- 『犬娘』（『主婦之友』1935年1-11月）
- 『蛇の目定九郎』（『富士』1935年2-8月）
- 『四季咲お美乃』（『講談倶楽部』1935年3-9月（未完））
- 『白梅紅梅』（『主婦之友』1935年4-8月）

牧逸馬名義
- 『紅茶と葉巻 現代ユーモア全集12』小学館・集英社 1928年（『新青年』1926年3-5月）
- 『水晶の座』（『女性』1927年11-12月）
- 『第七の天』（『婦人公論』1928年1-5月）
- 『白仙郷』（『苦楽』1928年1-5月）
- 『十二時半』（『講談倶楽部』1928年3月）
- 『この太陽』中央公論社 1930年（『毎日新聞』1930年1-8月）
- 『ヴェランダの椅子 現代ユーモア全集22』小学館・集英社 1930年
- 『モダーン読本』天人社 1930年
- 『浴槽の花嫁』中央公論社 1930年（『中央公論』）
- 『愛すべく』（『サンデー毎日特別号』1931年1月）
- 『七つの海』（『毎日新聞』1931年6-7月）
- 『運命のSOS』中央公論社 1931年（『中央公論』）
- 『世界怪奇実話』（『中央公論』1929年10月-1933年8月）
- 『海のない港』中央公論社 1931年
- 『戦争とは何だ』中央公論社 1932年（『中央公論』）
- 『相思樹』中央公論社 1932年（『主婦之友』1931年5-12月）
- 『呆れたものですね』（『主婦之友』1932年1-4月）
- 『第二次世界戦争発端』（『朝日』1932年3-12月）
- 『地上の星座』（『主婦之友』1932年5-9月）
- 『心の波止場』（『日の出』1932年8月）
- 『戦争とはなんだ』中央公論社 1932年
- 『新しき天』（『毎日新聞』1933年1-7月）
- 『大いなる朝』（『キング』1934-35年（未完））
- 『悲恋歌』（『講談倶楽部』1934年2-1935年8月（未完））
- 『空気になった男』（『話』1934年4-6月）
- 『暁の猟人』新潮社 1935年（『朝日新聞』1934年8-12月）
- 『虹の故郷』（『主婦之友』1934年7-10月）
- 『双心臓』（『報知新聞』1935年1-6月）

作品集
- 『一人三人全集』（全16巻）新潮社 1933-35年
- 『カラー版国民の文学10 林不忘』河出書房 1968年（「丹下左膳（鈴川源十郎の巻）」「魔像」収録）
- 『一人三人全集』（全6巻）河出書房新社 1969年（林不忘「釘抜藤吉捕物覚書」「丹下左膳」、谷譲次「テキサス無宿」「踊る地平線」、牧逸馬「浴槽の花嫁」「七時０三分」）
- 『叢書新青年 谷譲次』川崎賢子、江口雄輔編、博文館新社 1995年
- 『谷譲次 テキサス無宿/キキ』出口裕弘編 みすず書房 2003年（「方々記」「ヤング東郷」「喧嘩師ジミイ」「感傷の靴」「テキサス無宿」「脱走」「肖像画」「”Sail Ho”」「白い襟をした渡り鳥」「秋は身に沁みる」「キキ」「上海された男」「森の馬車」「倫敦街上風景」「聖なるレオポルド」）

### 訳書
（谷譲次名義）
- アプトン・シンクレア『人われを大工と呼ぶ』（『世界文学全集 第2期8』）新潮社 1930年

（牧逸馬名義）
- 『猶太人ジェス』
- ヴィニア・デルマー『バッド・ガール』中央公論社 1931年

他

### 単行本（入手容易なもの）
谷譲次名義
- 『新巌窟王（全2巻）』現代教養文庫 1975年
- 『テキサス無宿』現代教養文庫 1975年
- 『めりけんじゃっぷ商売往来』現代教養文庫 1975年
- 『踊る地平線』現代教養文庫 1975年
- 『もだん・でかめろん』現代教養文庫 1975年
- 『テキサス無宿/キキ」 みすず書房 (ISBN 4622048396)
- 『踊る地平線（上・下）』岩波文庫 (ISBN 4003116011) (ISBN 400311602X)

林不忘名義
- 『丹下左膳（一 乾雲坤竜の巻）（二 こけ猿の巻）（三 日光の巻）』（全3巻）光文社時代小説文庫 2004年(ISBN 4334736904) (ISBN 4334737048) (ISBN 4334737218)

牧逸馬名義
- 『浴槽の花嫁 世界怪奇実話1』現代教養文庫 1975年
- 『血の三角形 世界怪奇実話2』現代教養文庫 1975年
- 『街を陰る死翼 世界怪奇実話3』現代教養文庫 1975年
- 『親分お眠り 世界怪奇実話4』現代教養文庫 1975年
- 『第七の天 ミステリー1』現代教養文庫 1975年
- 『白仙境 ミステリー2』現代教養文庫 1975年
- 島田 荘司 （編）『牧逸馬の世界怪奇実話』光文社文庫 (ISBN 4334735770)

## 世界への翻訳

### 中国本土（簡化字）
- 世界怪奇实话（上） （2011年1月、吉林出版集団有限責任公司）
- 世界怪奇实话（中） （2011年1月、吉林出版集団有限責任公司）
- 世界怪奇实话（下） （2011年1月、吉林出版集団有限責任公司）
- 丹下左膳・乾云坤龙（上） （2011年6月刊行予定、吉林出版集団有限責任公司）
- 丹下左膳・乾云坤龙（下） （2011年6月刊行予定、吉林出版集団有限責任公司）
- 丹下左膳・百万两之壶（上） （2011年7月刊行予定、吉林出版集団有限責任公司）
- 丹下左膳・百万两之壶（下） （2011年8月刊行予定、吉林出版集団有限責任公司）
- 丹下左膳・日光东照宫 （2011年9月刊行予定、吉林出版集団有限責任公司）

## 映画化作品
（丹下左膳ものは「丹下左膳#映画」を、魔像は「新版大岡政談#映画」を参照）
- 『この太陽』日活 1930年 村田實監督、夏川静江、入江たか子、小杉勇
- 『元禄十三年』日活 稲垣浩監督、片岡千恵蔵、入江たか子（原作「元禄十三年」）
- 『口笛を吹く武士』寛プロ 1932年 山中貞雄、嵐寛寿郎、山路ふみ子
- 『この太陽』東映 1954年、島崎雪子、若原雅夫